# El Campo
El Campo är en ort i Mexiko.   Den ligger i kommunen Ixhuatlán de Madero och delstaten Veracruz, i den sydöstra delen av landet, 180 km nordost om huvudstaden Mexico City. El Campo ligger 144 meter över havet och antalet invånare är 221.
Terrängen runt El Campo är huvudsakligen kuperad, men åt nordväst är den platt. Runt El Campo är det ganska tätbefolkat, med 96 invånare per kvadratkilometer. Närmaste större samhälle är La Ceiba, 10,9 km öster om El Campo. Omgivningarna runt El Campo är en mosaik av jordbruksmark och naturlig växtlighet.